# Орден Менеліка II
Орден Менеліка II (орден Левів Юдеї) — державна нагорода імператорської Ефіопії.

## Історія
Орден Імператора Менеліка II було започатковано регентом расом Тефере 1924 року за часів правління імператриці Завдіту.
Різні джерела йменують орден по різному: орден Левів Юдеї, орден Ефіопського лева та орден Менеліка II, тем не менше розуміючи один і той же орден, але 1996 року Ефіопська Коронна рада (у вигнанні) ухвалила рішення про розділення нагороди на два ордени, щоб у подальшому виключити плутанину.
Вищі ступені ордена Менеліка II вручались вищим офіцерам збройних сил та вищим особам двору, які могли розраховувати на отримання нагороди після виходу у відставку. Орденом був нагороджений шведський принц Бертіль 1945 року.
Знаки ордена виготовлялись фірмою Артус-Бертран у Парижі. Існує версія, що дизайн ордена був перейнятий у чорногорського ордена Князя Данила, який також виготовляла Артус-Бертран.
1974 року орден Імператора Менеліка II було ліквідовано комуністичною владою, але зберігся як династична нагорода Ефіопської імператорської династії.

## Ступени
Орден має п'ять ступенів:
- Великий лицарський хрест — знак ордена на широкій плечовій стрічці й зірка ордена
- Лицар-командор — знак ордена на шийній стрічці й зірка ордена
- Командор — знак ордена на шийній стрічці
- Офіцер — знак ордена на нагрудній стрічці
- Кавалер — знак ордена на нагрудній стрічці

| Ступени |        |          |                |                         |
| Кавалер | Офіцер | Командор | Лицар-командор | Кавалер Великого хреста |

Нагороджені різними ступенями ордена можуть зазначати ініціали ступенів ордена в офіційному титулуванні — GCEM (Великий хрест), GOEM (Лицар-командор), CEM (Командор), OEM (Офіцер) і MEM (Кавалер).

## Опис
Знак ордена — хрест (на кшталт тамплієрського хреста) червоної емалі з широким кантом зеленої емалі. В центрі хреста медальйон зеленої емалі із золотим зображенням малого герба Ефіопської імперії коронованим ефіопською імператорською короною, лева Юдеї, що несе у лівій лапі золотий посох з верхівкою у формі хреста, та двома, з бахромою, стрічками, на трав'янистому підкладі. Медальйон має кант червоної емалі з написом золотими літерами мовою геєз (Mo'a Anbasa Z. Y.), абревіатура від «Лев племені Юдейського переміг» (Mo'a Anbessa Zemene Gede Yehuda). Хрест увінчує золота ефіопська імператорська корона.
Реверс знаку повторює аверс за винятком зображення в медальйоні — монограма імператора Менеліка II.
Зірка ордена є знаком ордена без корони, накладеним на золоту гранену восьмипроменеву зірку з багатопроменевим сяйвом між променями.